# 96257 Roberto
96257 Roberto è un asteroide della fascia principale. Scoperto nel 1995, presenta un'orbita caratterizzata da un semiasse maggiore pari a 2,4030003 au e da un'eccentricità di 0,0559301, inclinata di 5,85128° rispetto all'eclittica. L'asteroide è dedicato a Roberto Mottola, fisico italo-tedesco.